# 沙田馬場

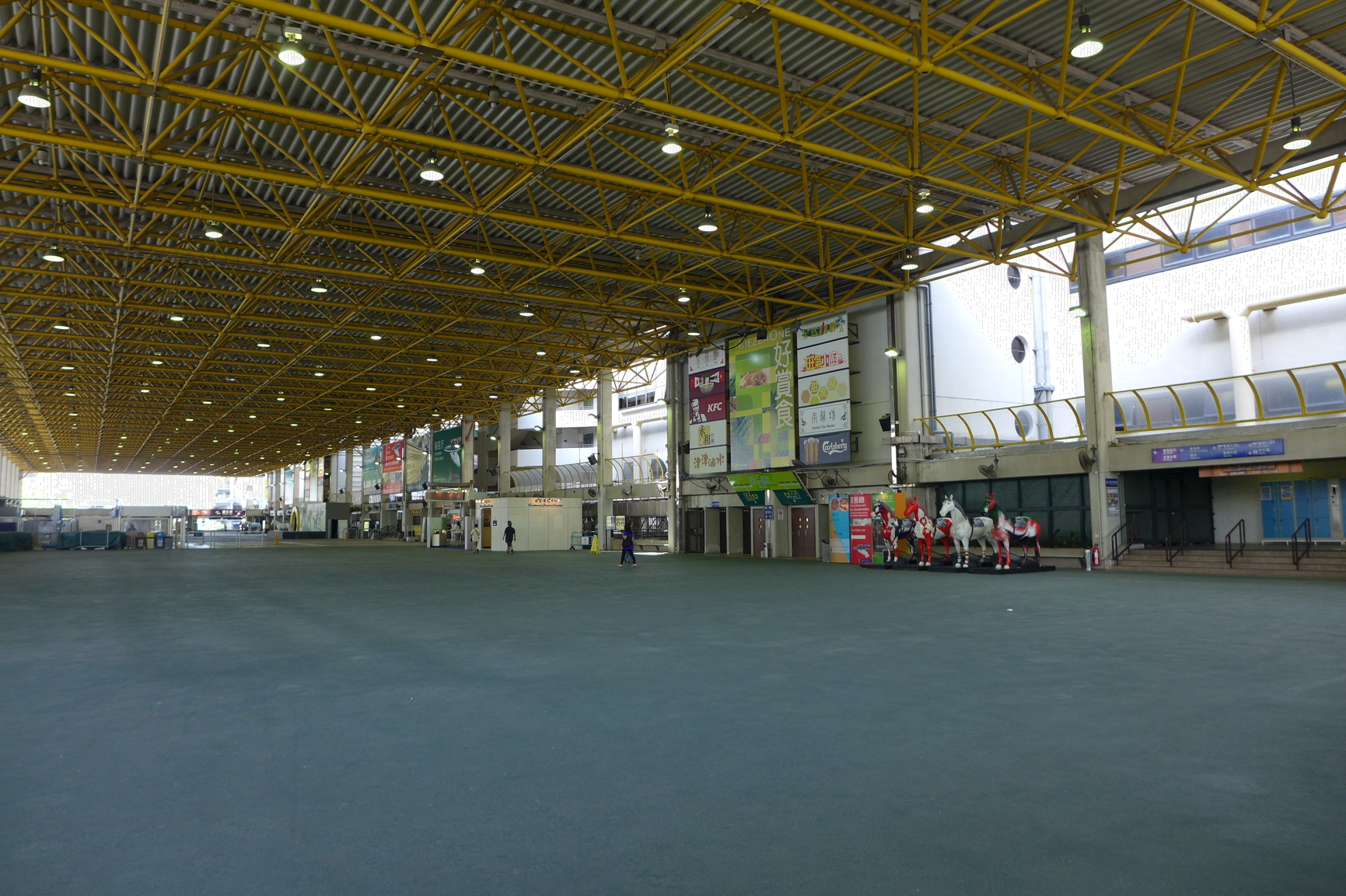
平台(沙田馬場波地)

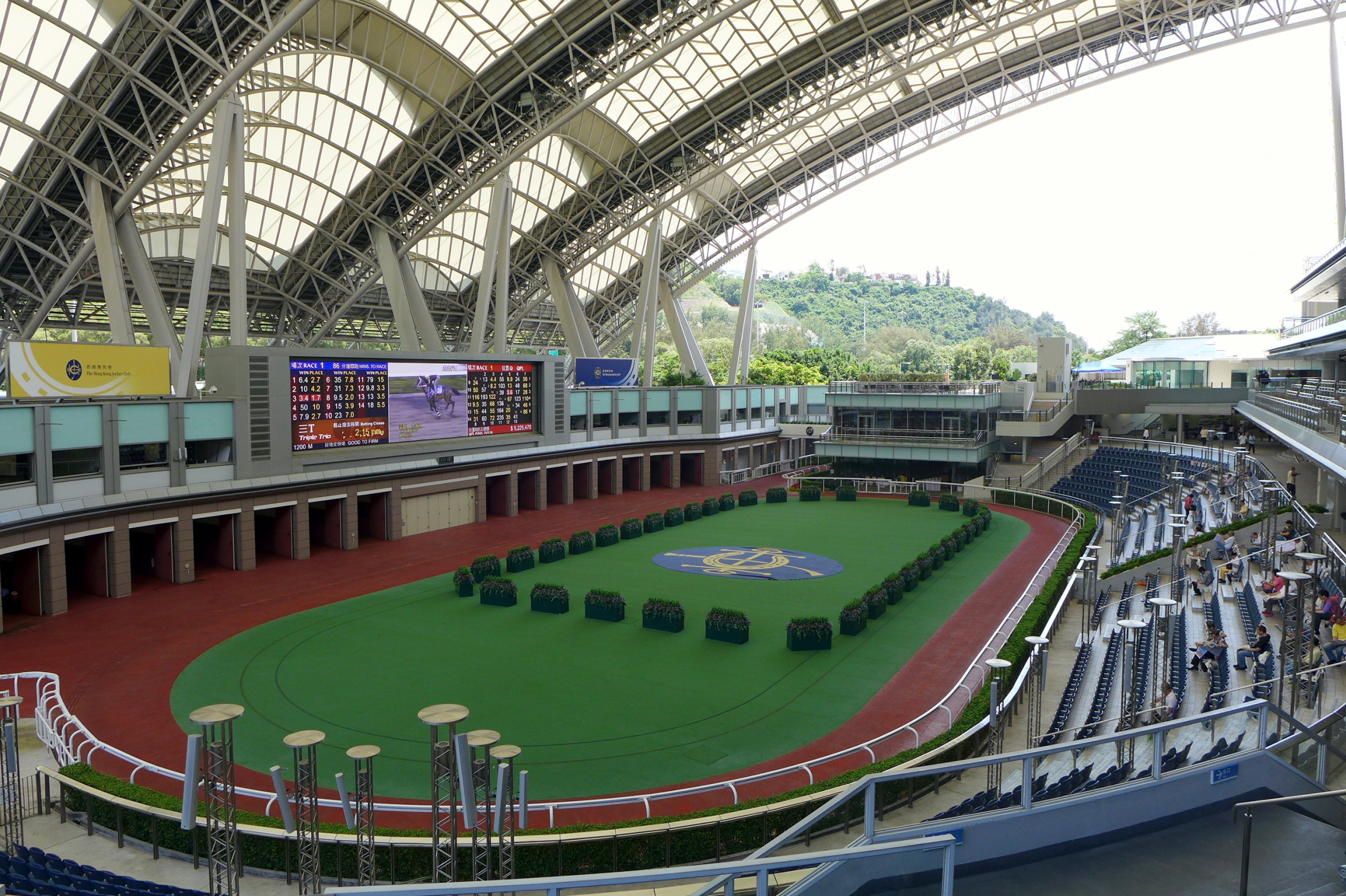
2004年11月，設有可開合上蓋的新馬匹亮相圈落成

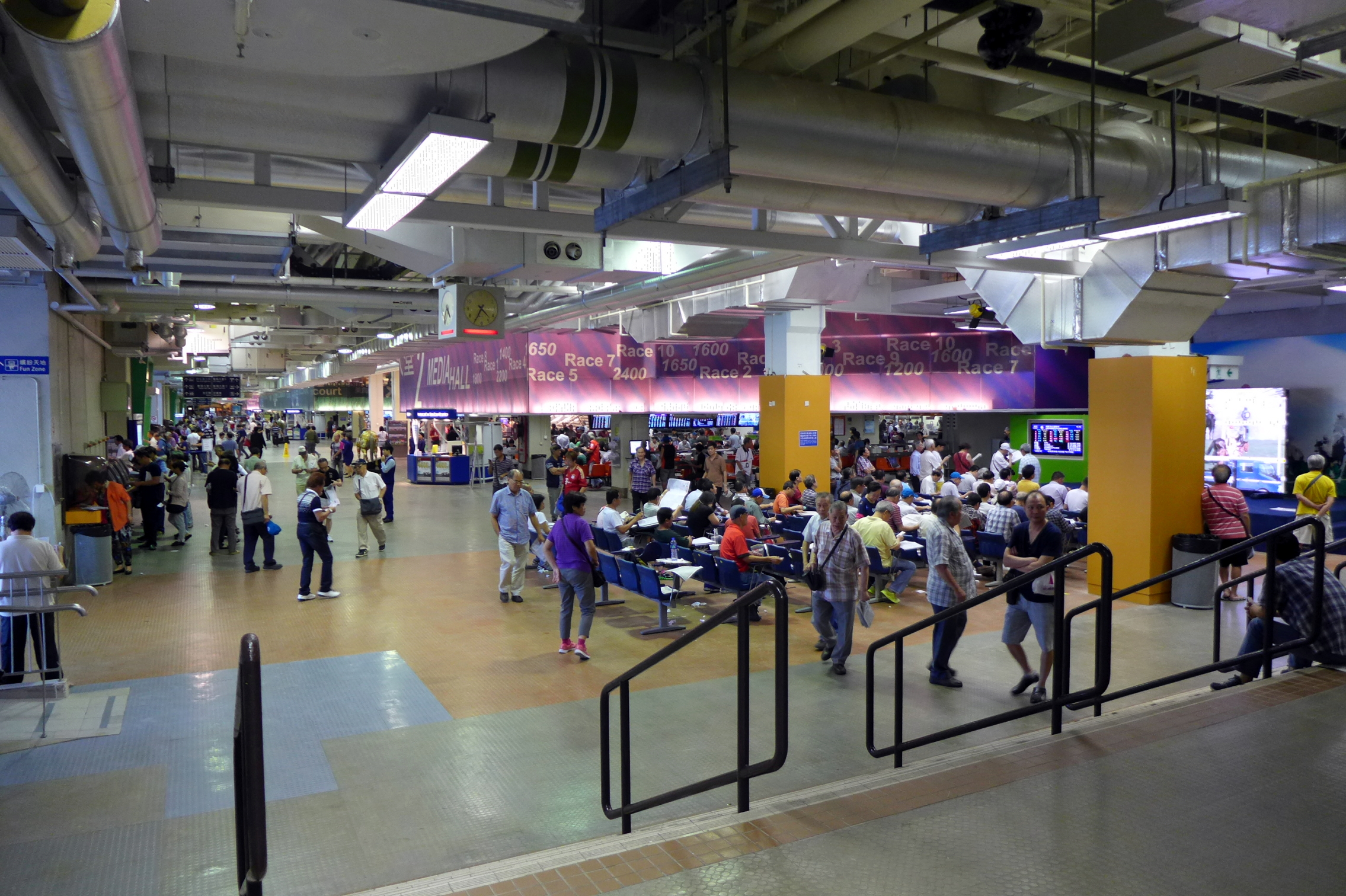
1樓投注大堂

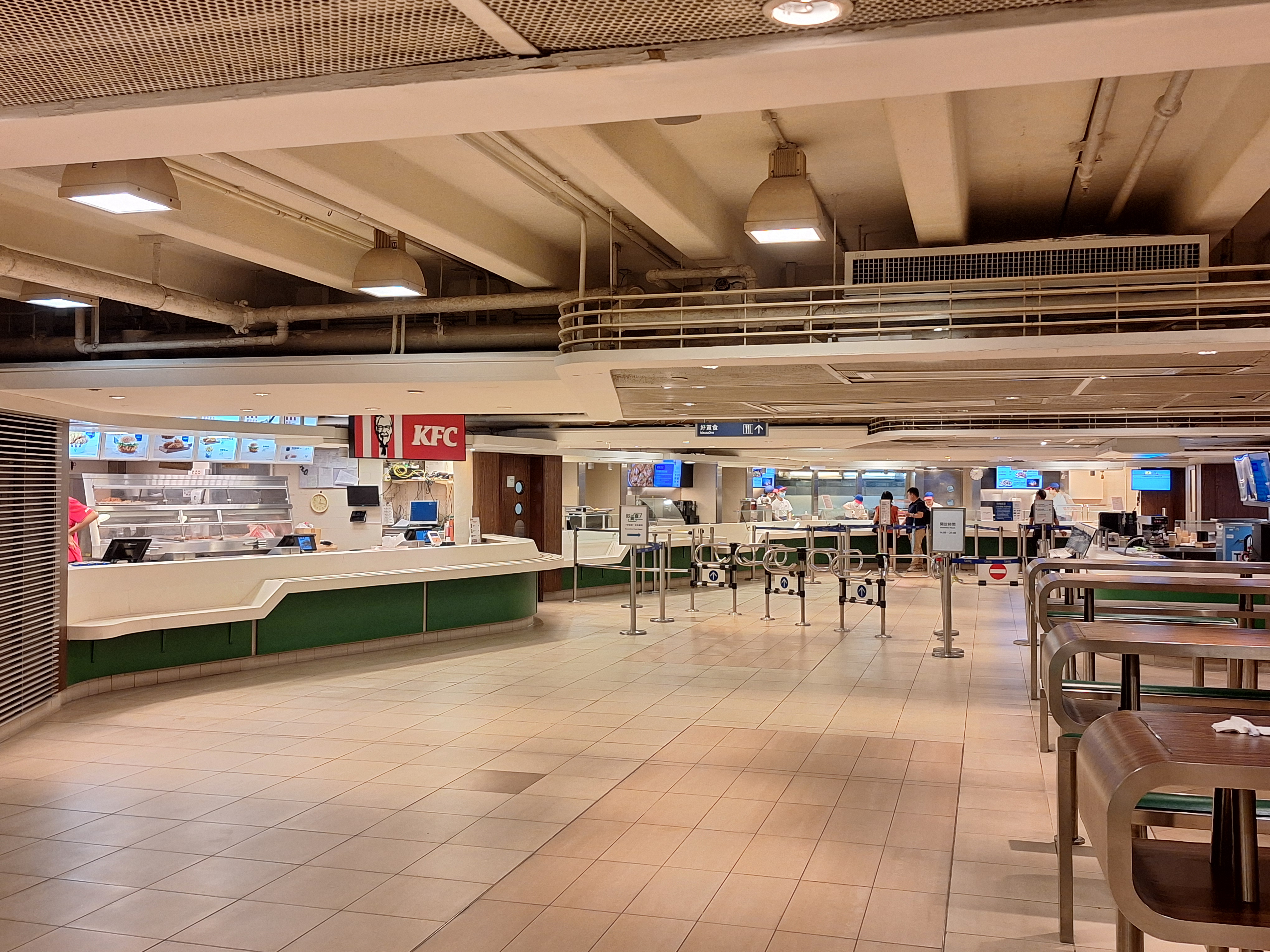
1m樓「好賞食」美食廣場

沙田馬場（英語：Sha Tin Racecourse）是香港的第二個賽馬場地，位於新界東部的沙田區火炭東部，是由香港賽馬會興建及管理，於1978年10月7日落成啟用。沙田馬場設有草地、泥地跑道共有兩個，草地跑道全闊30.5米，周長約1,900米，容量為85,000人。場地水準世界一流，也是亞洲頂級的賽馬場地。現時每年均舉行多項國際大賽，並吸引來自世界各地的頂級人馬在此互相角逐。沙田馬場是現時主要的日馬賽事場地，但每年亦舉行3至5次全泥地或泥草混合夜馬賽事，由於近年夏季因天氣異常酷熱的關係，為保障馬匹和騎師的生命安全，馬會於2023年6月4日起每年馬季尾聲也會舉辦黃昏馬賽事於下午四時至晚上八時五十分開跑，11場賽事則是延至九時三十分開跑，2025年起正式命名為夏令賽事，為鼓勵市民投票及參加選舉活動，政府過往一般不批准於投票日舉行賽事， 除了：
- 2023年區議會選舉被安排於12月10日與浪琴香港國際賽事2023同日舉行。
- 2025年立法會選舉被安排於9月7日與「馬季開鑼賽馬日」同日舉行。

沙田馬場設有兩座看台，分為會員席及公眾席。會員席招待會員及來賓，公眾席則開放予公眾人士，入場費10港元。看台設有投注大堂，飲食設施等，會員席亦設有會員，馬主廂房等設施。場內設有全世界最闊的彩色大屏幕，長70.4米，面積相等於4,500部架疊起來的52厘米電視機，詳盡顯示每一場賽事的資料及賽果。於看台側的沙田會所，則為會員提供飲食及康樂設施。馬場其他設施包括馬房，騎師、練馬師及馬伕宿舍等，另有一座綜合大樓供馬會使用。
馬場交通方便，港鐵東鐵綫馬場站設有蓋行人天橋直達沙田馬場看台，賽馬日亦有各線巴士直達，馬場內亦有地方供給紅色小巴及市區的士停放或載客。
沙田馬場參考世界先進的馬場的設計，跑道屬古典英式的順時針方向，佈局與美國貝蒙園（Belmont Park）及聖雅尼塔（Santa Anita）馬場接近，為看台觀眾提供更廣闊的視野。馬場中央是景色秀麗的彭福公園，為市民提供休憩空間。

## 歷史
沙田馬場興建前，香港島的跑馬地馬場是香港唯一的馬場。隨著香港賽馬運動平民化，於賽馬日期間經常出現「紅旗」高掛（意指「滿座」）的情形。1964年，馬會開始考慮增建一個新馬場，以配合賽馬運動的發展。1971年10月，政府原則上批准馬會於沙田興建馬場。工程於1973年8月開工，並於12月全面展開，由日本大成建設為首公司承建。
興建馬場時需要在沙田海進行填海，這是當年香港最龐大的單一填海工程。工程共採土1600萬噸，夷平沙田4個山頭（包括今穗禾苑、新舊九肚、亞公角療養院區域），填出共250英畝土地。填海工程在1974年3月開始，以極快速度進行。在工程高峰期，動用超過700多名工人，以400多輛貨車，不斷將泥頭運到海邊，每7.5至8秒鐘即有一車泥頭倒落沙田海。1976年6月，首座馬房的打樁工程展開。
最終，沙田馬場準時於1978年10月7日正式開幕，是由當時的香港總督麥理浩爵士主持揭幕及在草地跑道進行剪綵儀式，同日下午2時舉行首場賽事，由李漢明策騎建築師兼馬會董事甘銘（Eric Cummine）擁有的第3班馬『豪爽』勝出。馬場初落成時，看台可容納35,000人。隨著入場人數於1982年－1984年間繼續增長，馬會很快便進行擴建。1985年11月，第二座看台落成啟用，兩座看台共可容納85,000人觀賽。隨著跑馬地山光道馬房於1987年拆卸，沙田馬房容量亦因應需求不斷增加，至2010年，共有20座馬房，為1260匹馬提供安身之所。馬會亦為提高賽事水平，加建一系列先進設施，包括檢疫馬房、馬醫院、賽事化驗所、河畔操練跑道、奧運馬房、策騎徑等。
近年馬會仍不斷改善沙田馬場的設施，2003年8月31日，世界最闊的高解像彩色大屏幕啟用，2004年11月14日，設有可開合上蓋的新馬匹亮相圈落成，為馬迷提供更方便舒適的環境。2008年北京奧運，香港協辦馬術項目，沙田馬場毗鄰的香港體育學院經改裝，成為主要比賽場地，彭福公園新建策騎徑，又在香港體育學院旁邊新建奧運馬房；奧運聖火亦途經沙田馬場進行傳遞。
2012年，賽馬會重新裝修了公眾投注大堂，加設了兩個巨型電視屏幕，其中一個號稱為全球馬場室內最大彩色屏幕之一；一個長25米、高1.3米，一個長15米、高1.3米，總面積如13張乒乓球桌，全部採用全高清信號，馬迷可以一次過觀看到4匹馬亮相的情况，同時亦提供6個角度予馬迷欣賞賽事。此外，公眾投注大堂後方新設了平板電腦系統等。
因應多年來發生的馬匹撞欄意外，在2020年的煞科日完結後，草地跑道近行車路一邊的傳統鋁欄被拆走，並換上了膠欄，以減低人馬受傷風險。

## 圖集

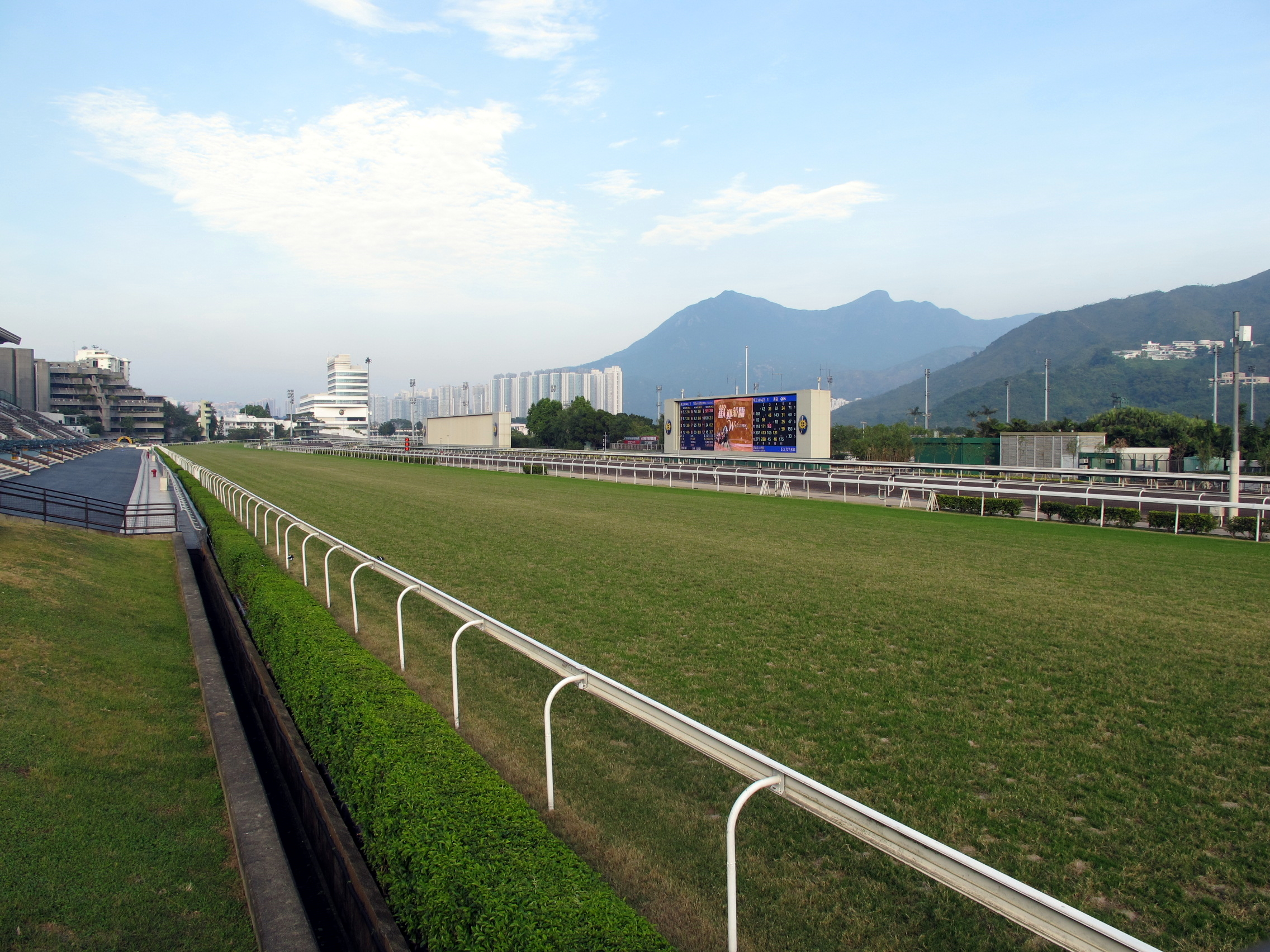
草地跑道
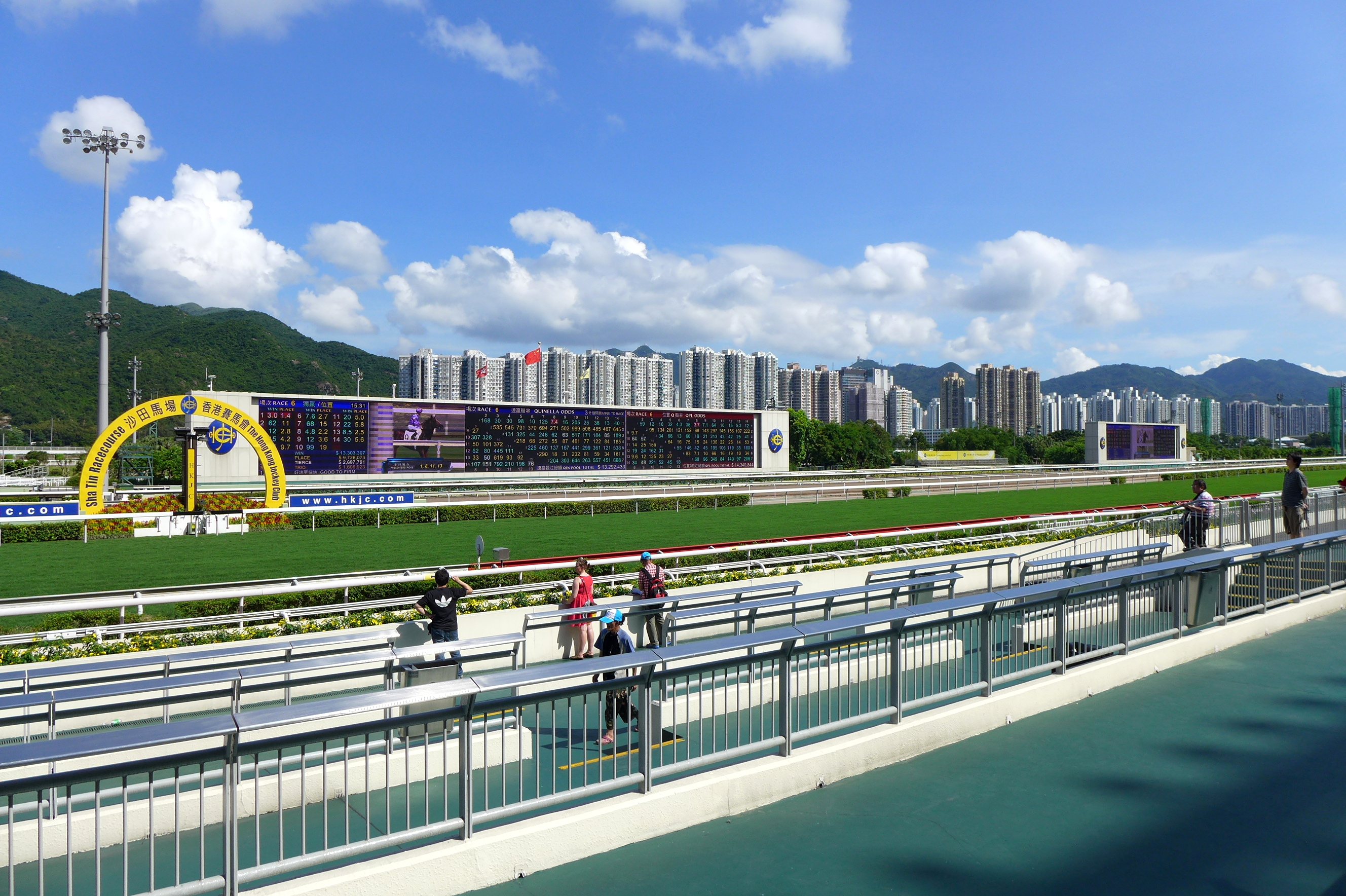
彩色大屏幕
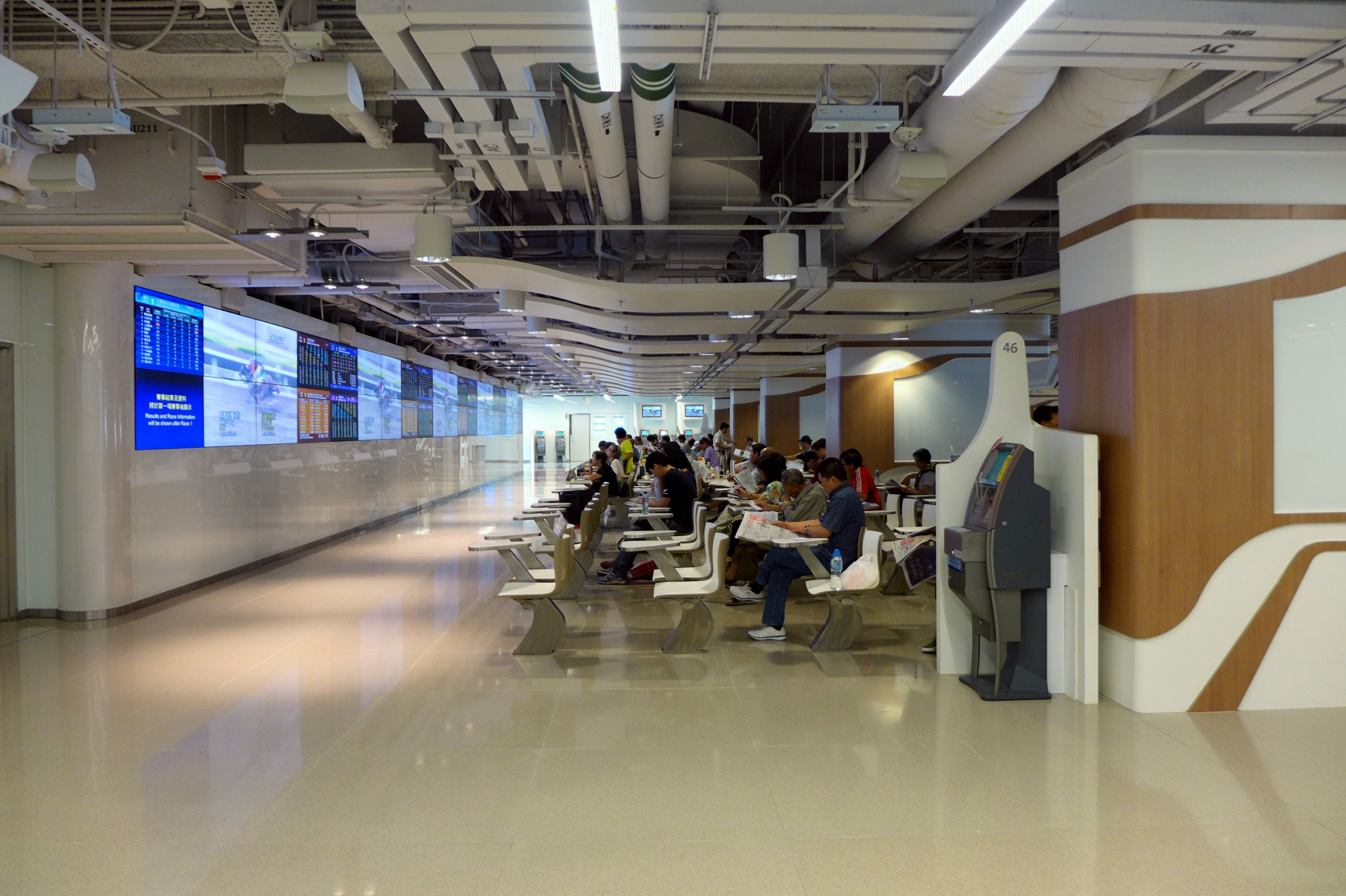
2樓已翻新的公眾席投注大堂，佔地3,700平方米，設兩個巨型電視屏幕牆
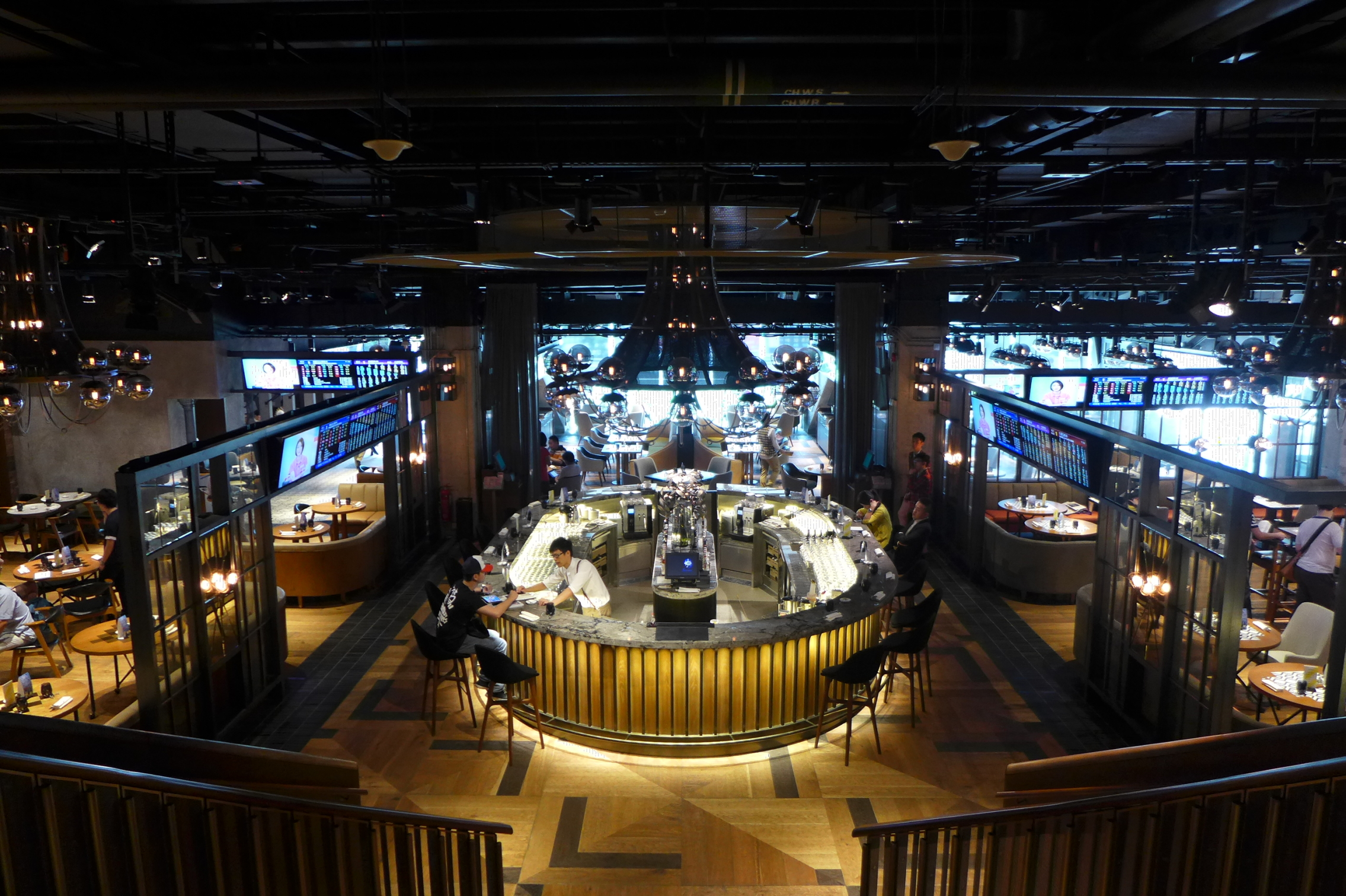
2樓「喜馬當先」餐廳
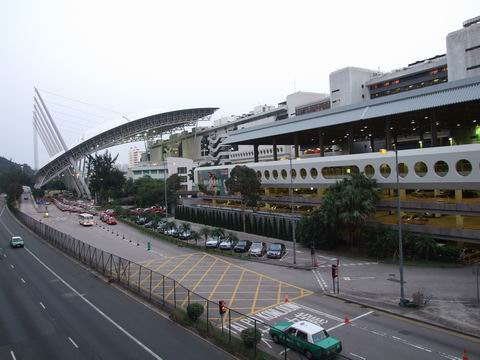
大埔公路近沙田馬場
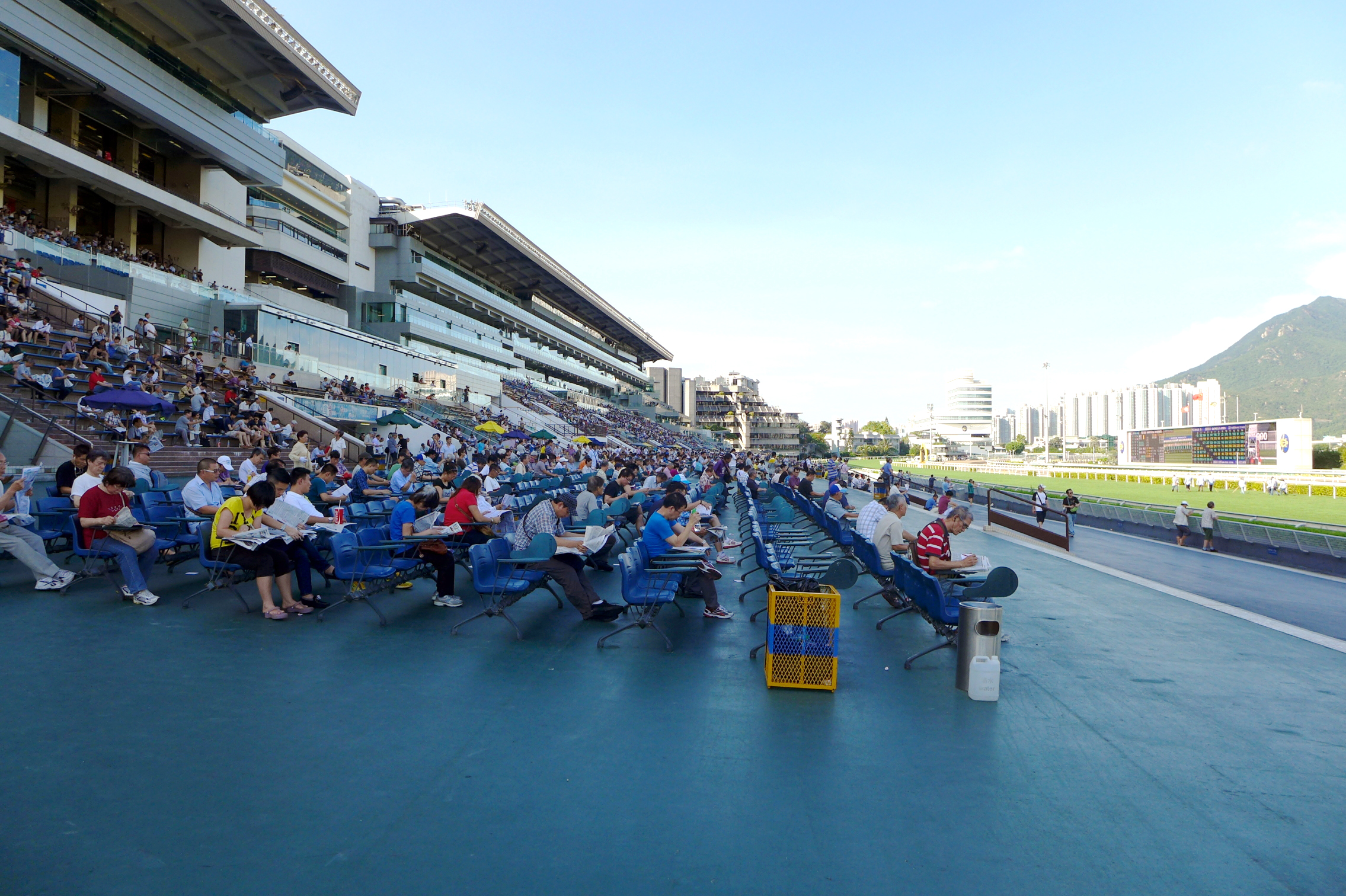
沙田馬場公共看台
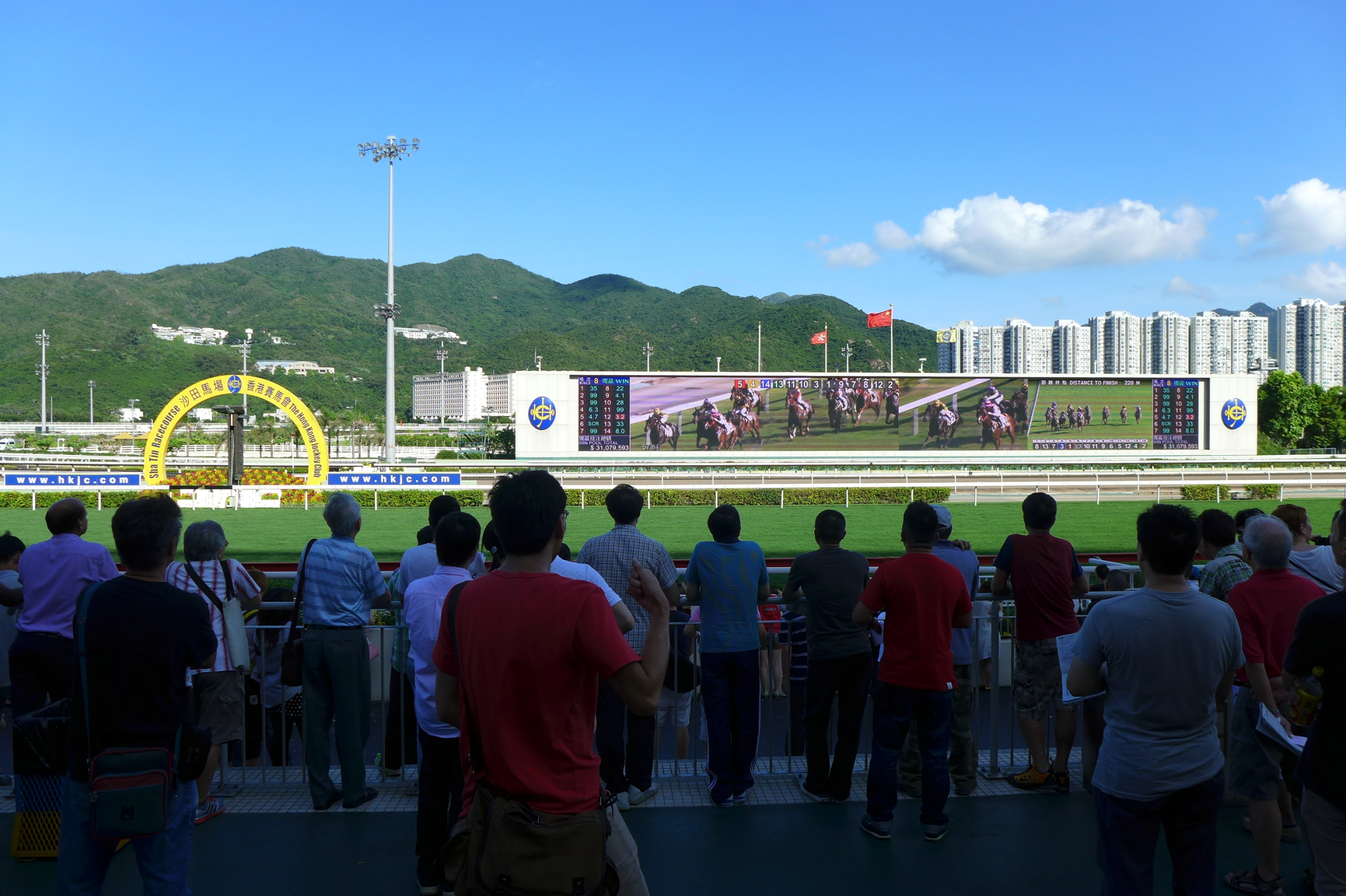
第二座看台大屏幕
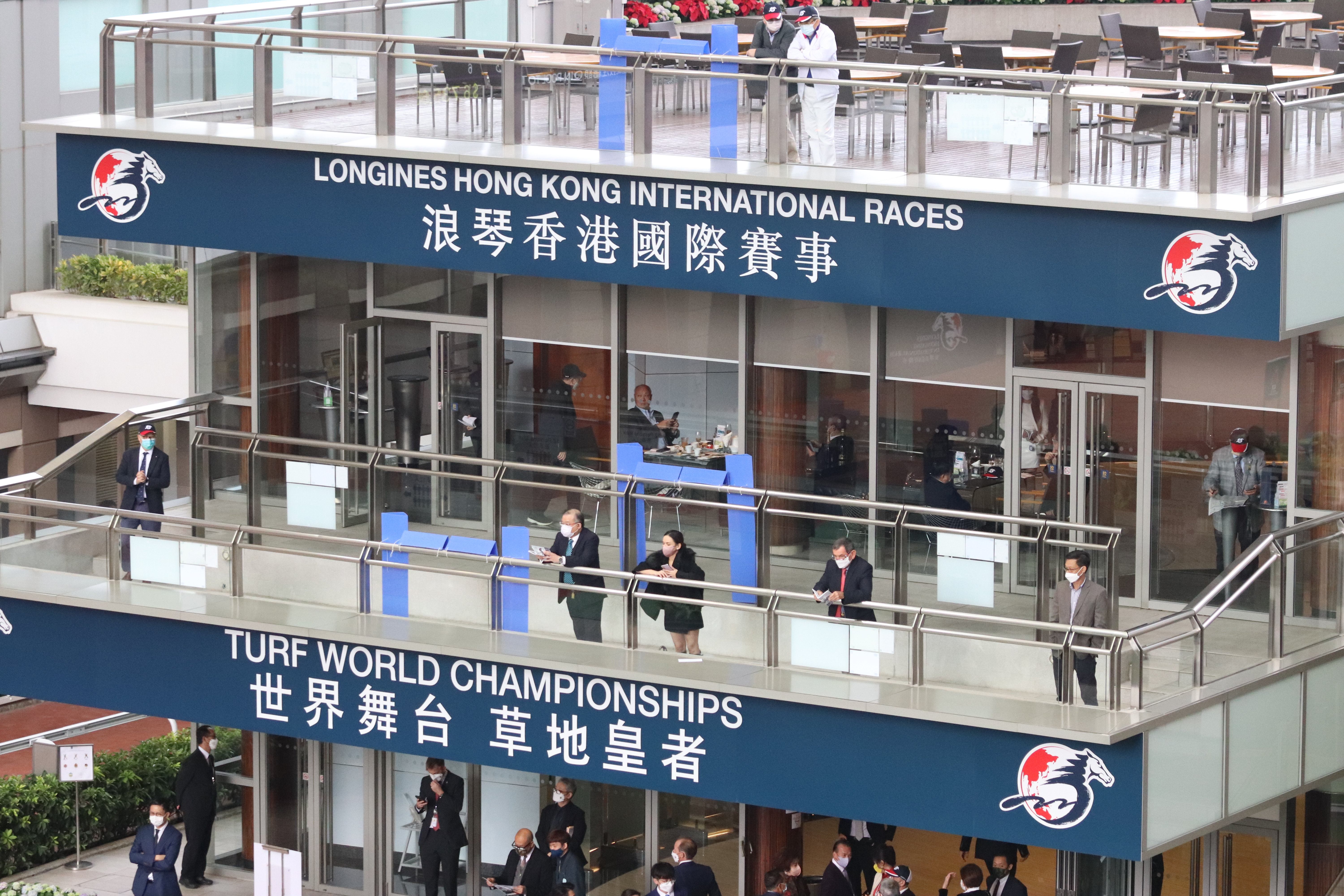
位於馬匹亮相圈旁的馬主專用「賞駿台」（Owners Pavilion）
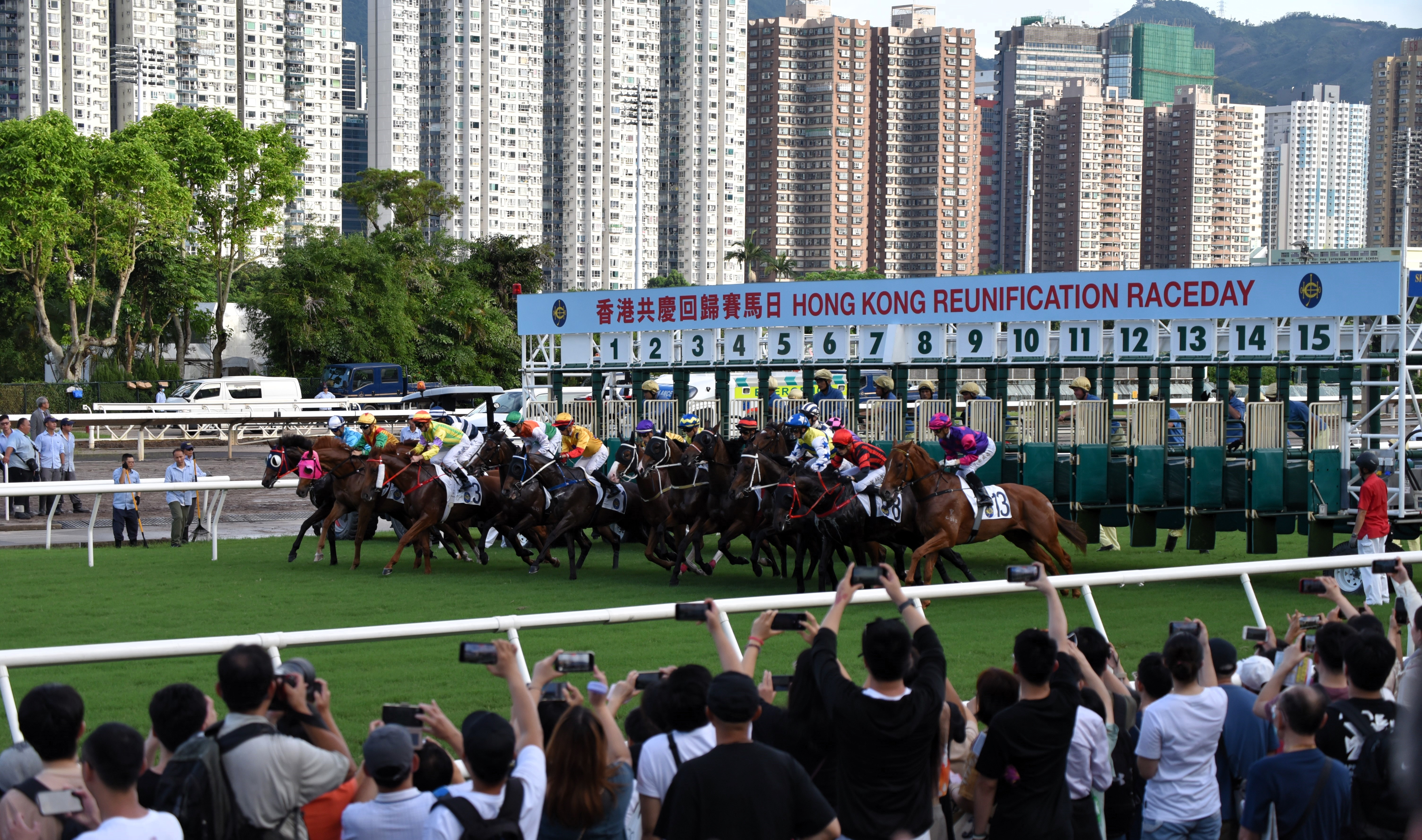
2023年7月1日，於沙田馬場「香港共慶回歸賽馬日」中，香港回歸盃2023賽事開始時馬匹出閘
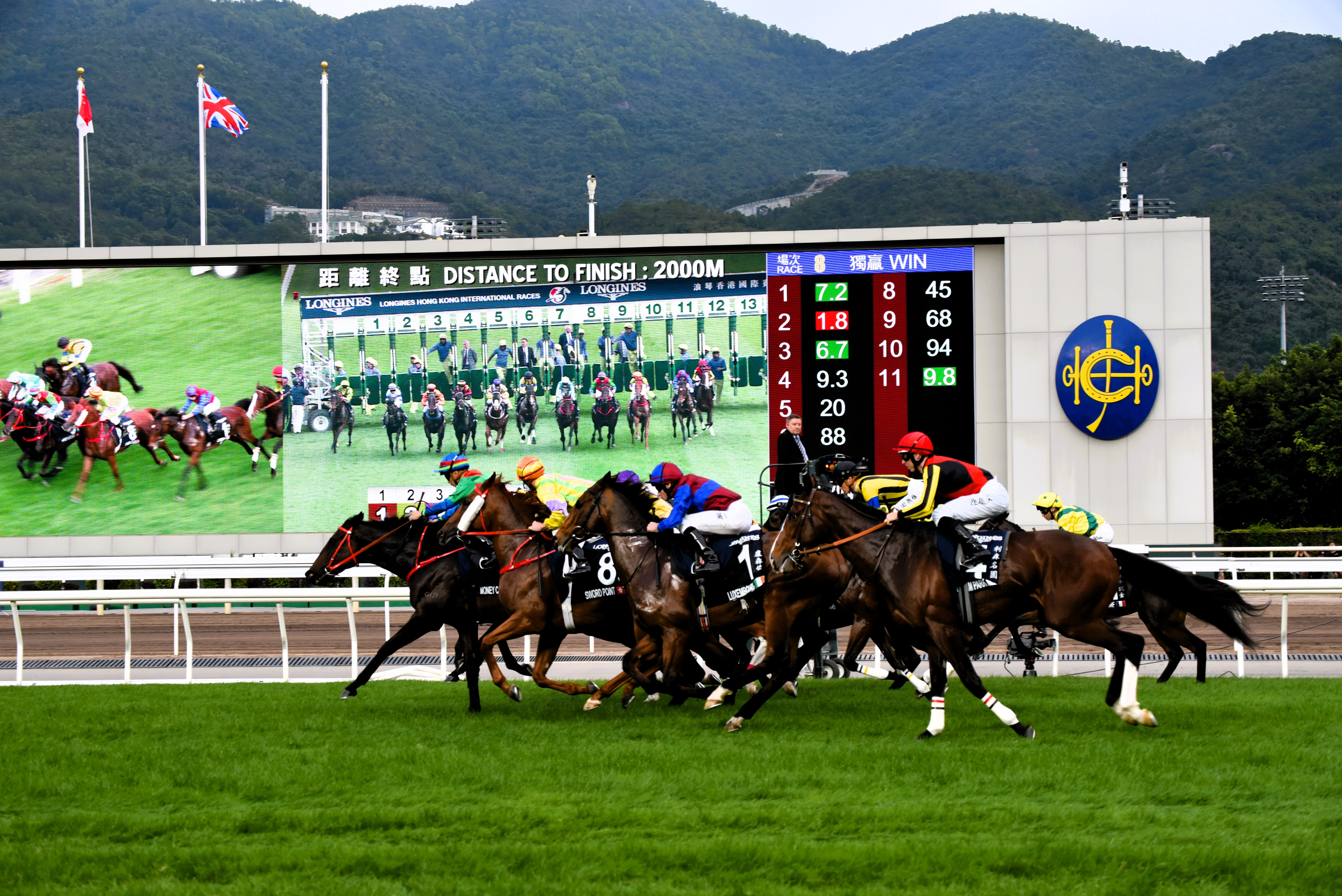
2023年12月10日，於沙田馬場「2023年香港國際賽事」中，香港盃2023賽事開始時馬匹出閘
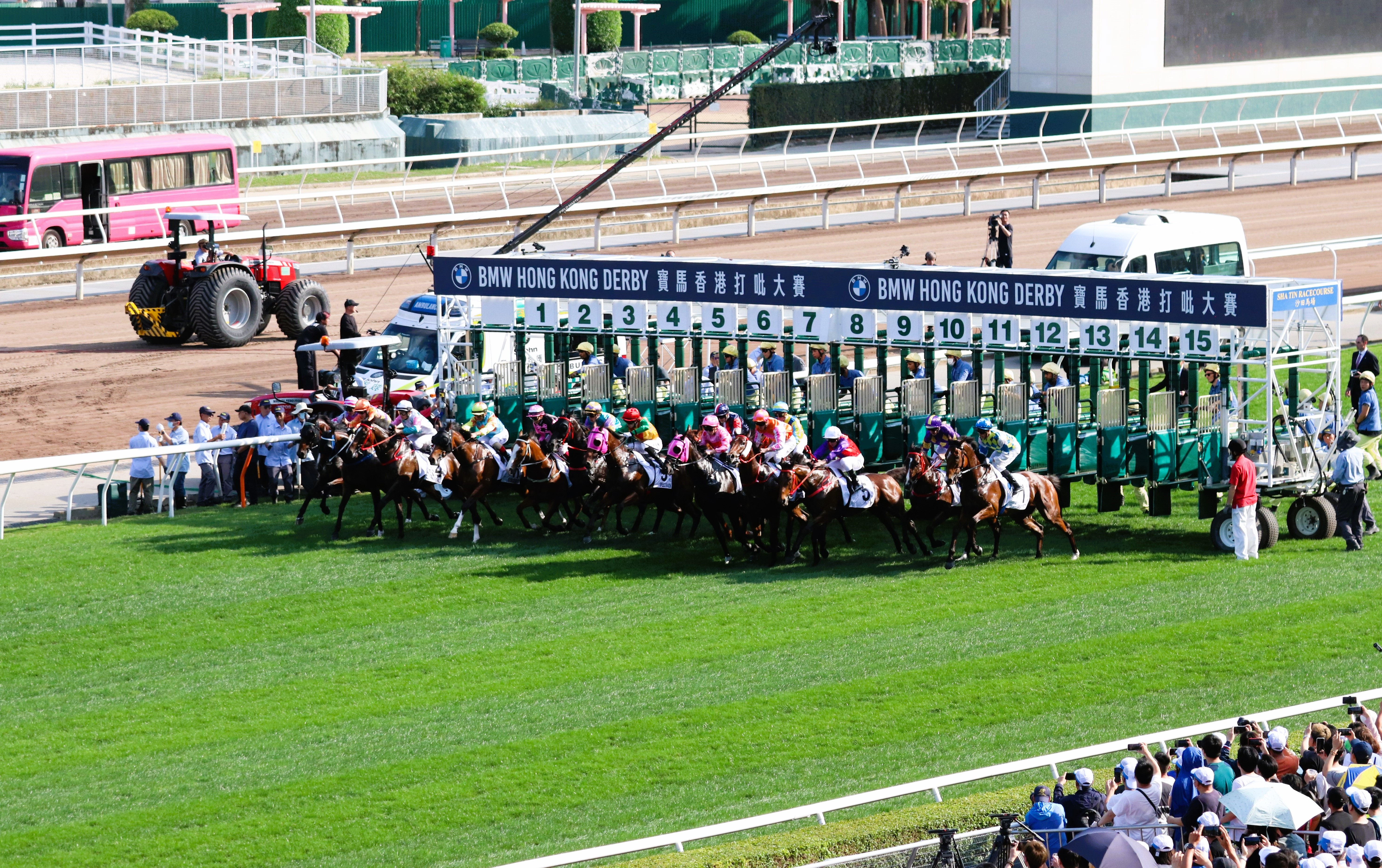
2024年香港打吡大賽賽事開始時馬匹出閘
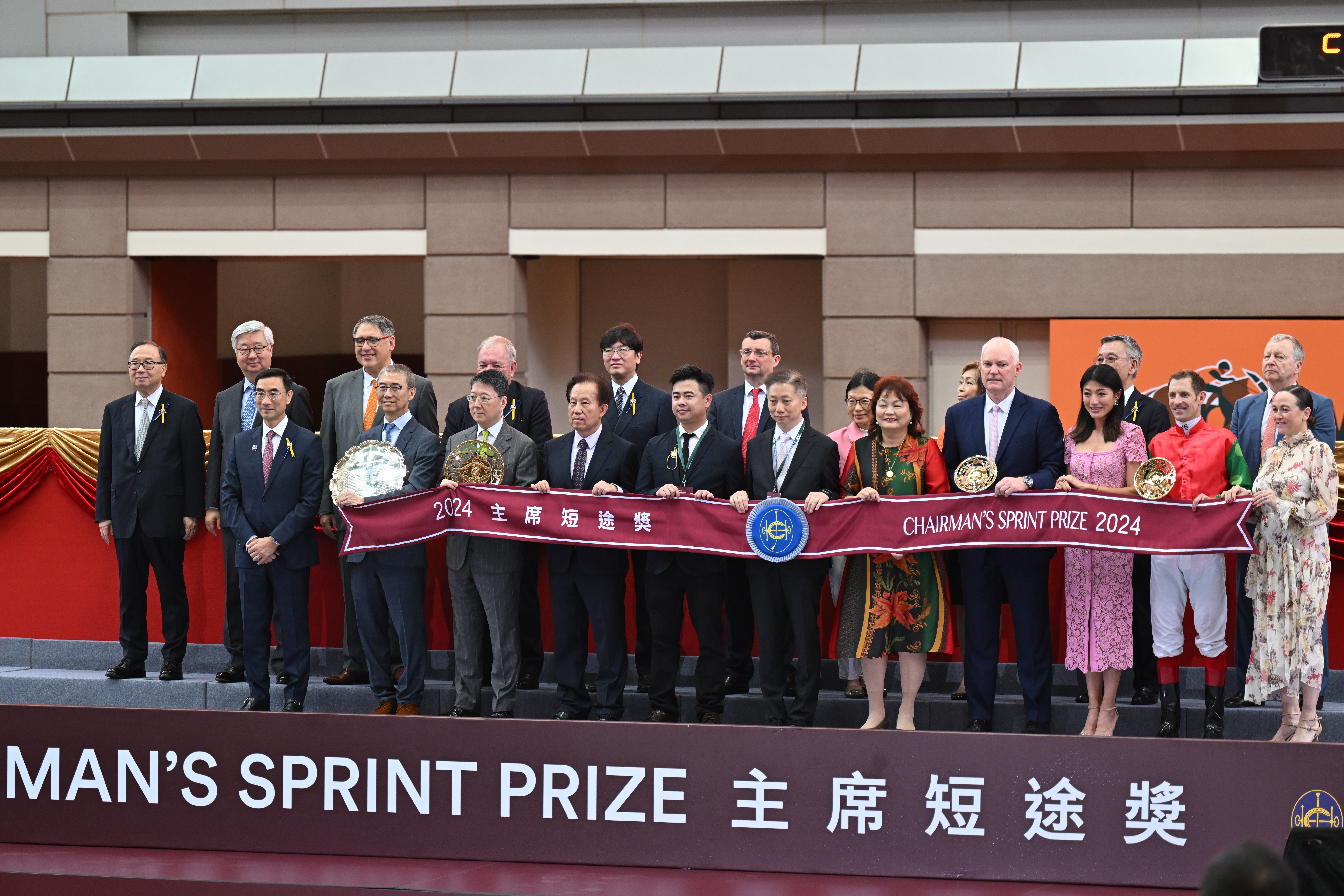
2024年主席短途獎賽事頒獎典禮，勝出馬匹賢者無敵
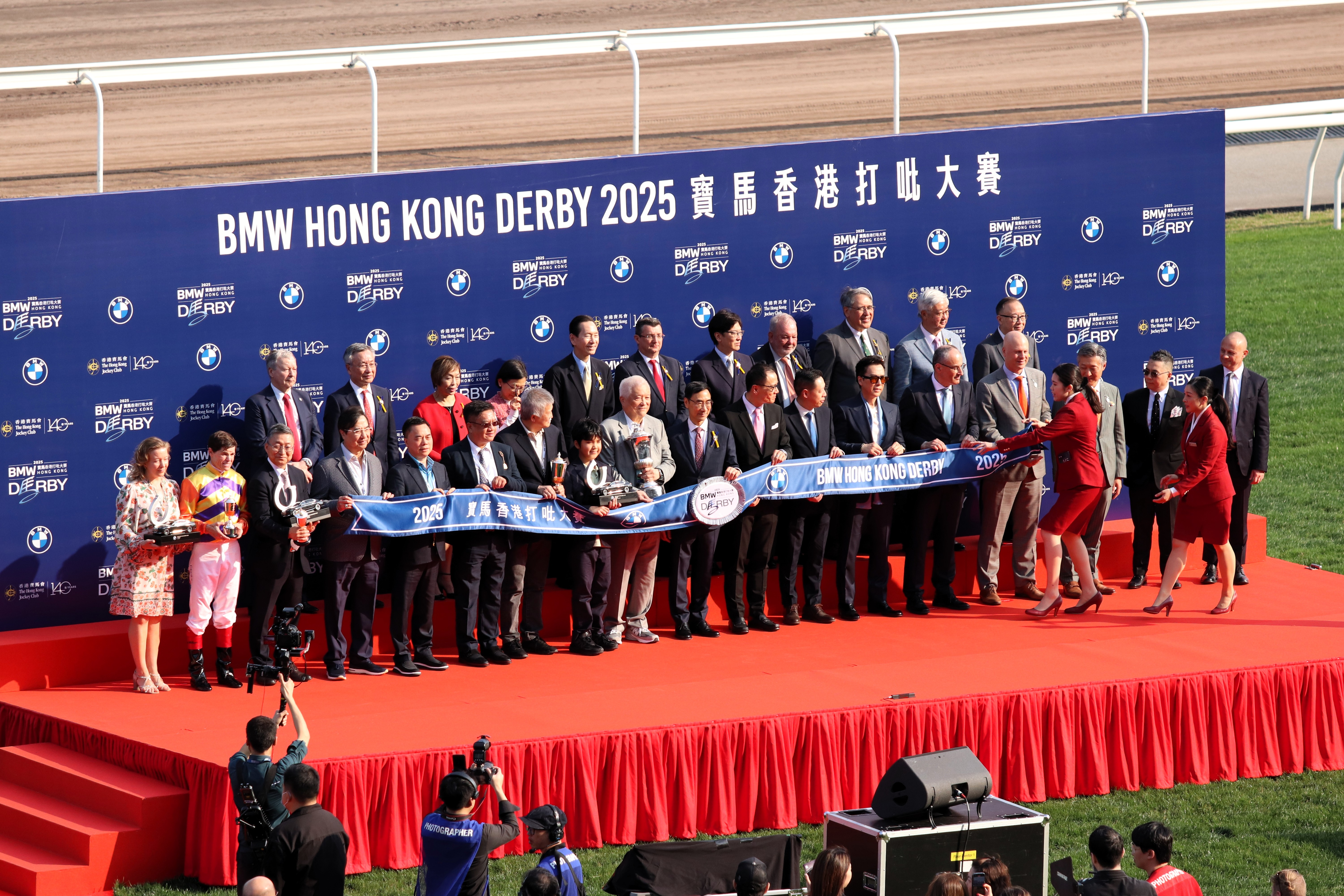
2025年香港打吡大賽賽事頒獎典禮，勝出馬匹百賀飛駒

## 賽事路程
草地（現時）

| - 1000米（直路）^ - 1200米^ - 1400米^ - 1600米^ - 1800米^ - 2000米^ - 2200米 （於使用C+3跑道） - 2400米 | 草地（已取消） - 1100米 - 1900米（新彎路程） - 2050米 - 2250米 - 2300米（非正式賽程。為了讓馬王翠河合乎出戰墨爾本盃的資格，馬會於1994/95馬季，特別舉辦一場第一班2300米賽事） - 2450米 |

泥地（現時）

| - 1200米^ - 1650米^ - 1800米^ - 2000米 - 2400米 | 泥地（已取消） - 1000米（只在沙田馬場開鑼首季（1978-1979年度）出現，翌季由1050米取代） - 1050米（但仍於試閘使用） - 1150米 |

^常見路程
最大出馬數目為14匹，但泥地1200米以及草地1200米賽事（於使用C跑道及C+3跑道）為12匹。

## 景觀

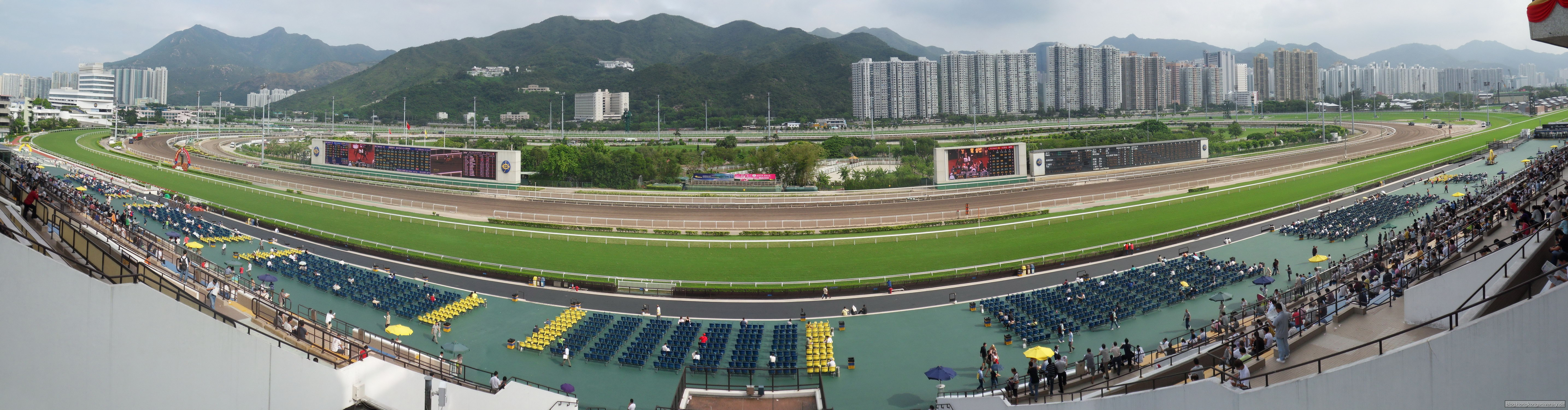
沙田馬場全境環視圖

## 重要賽事
一級賽
- 香港國際賽事：
  - 香港短途錦標（1200米）
  - 香港一哩錦標（1600米）
  - 香港盃（2000米）
  - 香港瓶（2400米）
- 香港三冠大賽：
  - 董事盃（1600米）
  - 香港金盃（2000米）
  - 香港冠軍暨遮打盃（2400米）
- 香港速度系列：
  - 百週年紀念短途盃（1200米）
  - 女皇銀禧紀念盃（1400米）
  - 主席短途獎（1200米）
- 冠軍賽馬日：
  - 主席短途獎（1200米）
  - 冠軍一哩賽（1600米）
  - 女皇盃（2000米）

二級賽
- 馬會短途錦標（1200米）
- 馬會一哩錦標（1600米）
- 馬會盃（2000米）
- 主席錦標（1600米）
- 短途錦標（1200米）
- 沙田錦標（1600米）
- 精英碗（1200米）

三級賽
- 國慶盃（1000米）
- 慶典盃（1400米）
- 婦女銀袋賽（1800米）
- 華商會挑戰盃（1400米）
- 洋紫荊短途錦標（1000米）
- 百週年紀念銀瓶（1800米）
- 精英碟（1800米）
- 皇太后紀念盃（2400米）
- 沙田銀瓶（1200米）
- 獅子山錦標（1600米）
- 精英盃（1400米）

表列賽
- 四歲馬經典賽事系列：
  - 香港經典一哩賽（1600米）
  - 香港經典盃（1800米）
  - 香港打吡大賽（2000米）

第一班錦標賽
- 香港特區行政長官盃（馬季開鑼賽馬日）（1200米）
- 樂聲盃（1400米）
- 其士盃（1600米）
- 賀年盃（農曆新年賽馬日）（1400米）
- 香港馬主協會錦標（馬季季終賽馬日）（1600米）

其他主要賽事及賽馬日
- 主席賽馬日
- 香港回歸盃
- 香港賽馬會社群盃
- 會員盃

現已取消分級、主要賽事
- 百夫長錦標
- 啹喀錦標
- 新馬短途錦標
- 沙田短途錦標
- 新馬錦標
- 港澳盃
- 沙田一哩錦標
- 祿怡盃（2008年至2013年）

## 入場費
- 公眾席入場費：10港元（沙田賽日適用）／5港元（跑馬地或雙邊投注賽日適用），日賽15:30、黃昏賽18:30、夜賽21:15或以後免費入場。
- 設有季票及半季票進入沙田馬場會員席範圍。
- 訪港旅客禮遇：任何访港旅客只需出示有效海外旅遊證件以作核實，方可免费进入公众席。

## 爭議

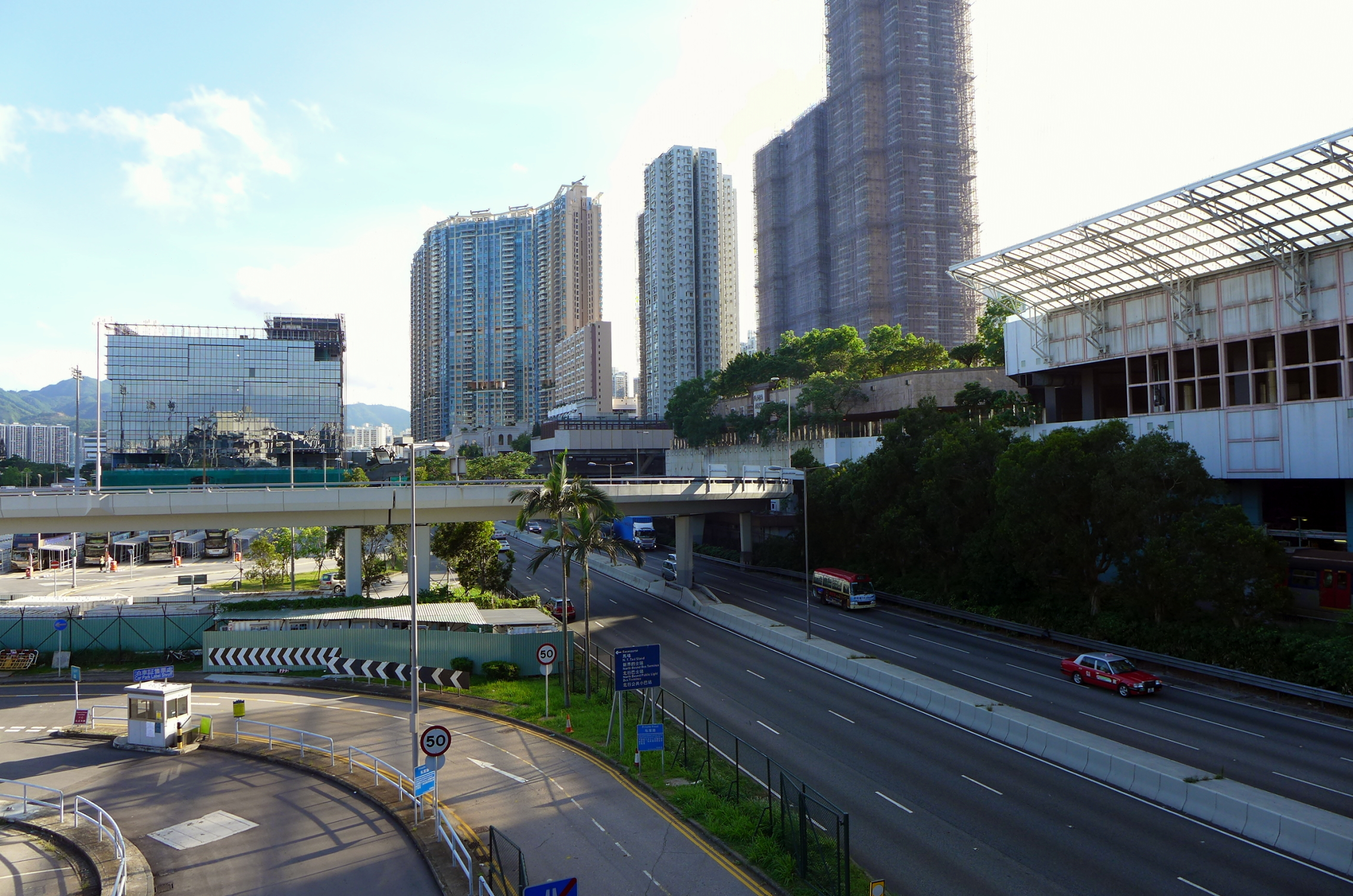
馬會於2011年起，在巴士站的上方建9層高的辦公大樓，引起附近屋苑居民反對，惟最後如常興建

2011年中，香港賽馬會為避免投注注項流走至其他博彩機構/城市，開始在沙田馬場附近進行工程及改建，欲把沙田馬場打造成「新世代馬場」。其規劃顯示，除了改建及提升現有看台設施外，另會建一座全新、約9層高的辦公大樓於巴士站的上方。馬會此舉受到鄰近屋苑，包括銀禧花園、御龍山及駿景園的強烈反對，他們認為未有咨詢居民，另外擬建的辦公大樓對區內的環境、通風、採光、交通、嘈音及對屋苑部分單位的景觀都有負面影響。其中銀禧花園業主立案法團、御龍山業主委員會、時任立法會議員梁國雄、黃成智、時任區議員龐愛蘭、銀禧花園業主權益關注會及反對馬會興建屏風樓行動組等都對擬建大樓持反對意見，並且為此組織了遊行、示威及簽名等抗議去反映居民的訴求，要求當局擱置馬會申請。
沙田馬場的批地屬於私人遊樂場地契約（沙田沙田市地段第13號），政府只可以收取以象徵式地價（每年地租相等於應課差餉租值的3%）批出作康樂用途，但是普羅市民卻不得其門而入，引起了香港社會的關注。民政事務局表示已經與馬會商討，要求盡量向外界團體開放其設施。當中馬會在2012年擬開放沙田會所大部分體育設施。

## 參看
- 香港賽馬會沙田會所
- 跑馬地馬場
- 香港墮馬身亡者列表

## 外部連結
- 香港賽馬會 （页面存档备份，存于）
- 馬場及娛樂 （页面存档备份，存于）
- 香港馬場跑道資料 （页面存档备份，存于）
- OpenStreetMap上有關沙田馬場的地理

22°23′58″N 114°12′24″E / 22.39944°N 114.20667°E